# Музыкальная улица (Чернигов)
Музыкальная улица (укр. Музична вулиця) — улица в Новозаводском районе города Чернигова. Пролегает от улицы Ивана Мазепы до улицы Толстого.
Примыкает улица Промышленная.

## История
Улица проложена в начале 1930-х годов в связи с началом в июле 1933 года строительства Черниговской фабрики музыкальных инструментов. Торжественный пуск 1-й очереди предприятия состоялся 8 ноября 1934 года. В этот период началась застройка улицы жилыми домами для работников фабрики. Застройка улицы продолжилась и после Великой Отечественной войны.
В конце 1940-х годов улица получила современное название Музыкальная — в честь Черниговской фабрики музыкальных инструментов, расположенной на данной улице.
В 1959 году было создано СПТУ № 6 (дом № 2А) при Черниговском облместнпроме, училище готовило специалистов для фабрики музыкальных инструментов (дом № 1), расположенной напротив. С 1962 года училище готовило столяров по производству мебели и пианино, станочников по деревообработке, плетельщиков мебели, сборщиков плетеной мебели.
24 декабря 2015 года укр. Музикальна вулиця переименована на укр. Музична вулиця исходя из норм правописания украинского языка, согласно Распоряжению городского главы В. А. Атрошенко Черниговского городского совета № 308-р «Про переименование улиц города» («Про перейменування вулиць міста»)

## Застройка
Начало улицы непарная сторона занята территорией ныне не функционирующей Черниговской фабрики музыкальных инструментов. Здания бывшей фабрики заняты торгово-развлекательными (продуктовый магазин), офисными и производственными (швейная фабрика «Галант») учреждениями. Парная и непарная стороны улицы заняты малоэтажной жилой (2-3-этажные дома) застройкой, в конце (после примыкания Промышленной улицы) — усадебной застройкой, кроме того на перекрестке с улицей Ивана Мазепы расположен один 9-этажный дом. Улица пролегает до улицы Толстого, где расположена Колокольня Свято-Троицкого собора.
Учреждения:
1. дом № 1 — территория бывшей Черниговской фабрики музыкальных инструментов
2. дом № 1А — Управление исполнительной дирекции фонда социального страхования в Черниговской области
3. дом № 2А — учебный корпус № 3 Академии Государственной пенитенциарной службы Украины — ранее располагался Черниговский лицей деревообрабатывающей промышленности (бывший СПТУ № 6)
4. дом № 4А — пекарня
5. дом № 9 — бывшая Черниговская вечерняя общеобразовательная школа

На улице есть ряд исторических зданий, что не являются памятниками архитектуры или истории: 2-этажные жилые дома № 4, 6, 8, 16, 18, 20, 3-этажный жилой дом № 3.
Памятники истории местного значения:
1. дом № 1 — Памятный знак в честь Трудовых достижений коллектива Черниговской фабрики музыкальных инструментов (1967) — на фасаде административного здания фабрики, не существует

Мемориальные доски:
1. дом № 1 — Трудовым достижениям коллектива Черниговской фабрики музыкальных инструментов (1967) — на фасаде административного здания фабрики, демонтирована
2. дом № 2 А — Воинам-афганцам — на доме бывшего СПТУ № 6, где учились